# Longitudinale Erythronychie
Longitudinale Erythronychie ist ein länglicher roter Streifen in der Nagelplatte, welcher in der Matrix beginnt und sich bis zur Trennstelle zwischen Nagelplatte und Nagelbett erstreckt. Sie kann bei mehreren Nägeln auftreten und mit entzündlichen Erkrankungen wie Lichen planus oder Morbus Darier in Verbindung stehen.:790  Die longitudinale Erythronychie ist meist asymptomatisch, kann aber gelegentlich mit Schmerzen verbunden sein.
Mehrere Erkrankungen stehen in Verbindung mit der longitudinalen Erythronychie. Sie kann jedoch auch idiopathisch auftreten. Die meisten mit der longitudinalen Erythronychie assoziierten Erkrankungen führen zu einem fokalen Funktionsverlust in der distalen Matrix.
Wenn mehrere Nägel betroffen sind, wird dies als polydaktyle longitudinale Erythronychie (PLE) bezeichnet. Im Gegensatz dazu steht die lokalisierte longitudinale Erythronychie (LLE), die sich ausschließlich auf einen einzelnen Nagel beschränkt.
Die Behandlung hängt von der zugrunde liegenden Ursache ab.

## Anzeichen und Symptome
Die longitudinale Erythronychie ist ein rotes Band oder ein Streifen auf der Nagelplatte. Der proximale Nagelfalz ist der Bereich, in dem der longitudinale rote Streifen klinisch entsteht, da er innerhalb der Nagelmatrix beginnt. Nachdem er die Lunula durchquert hat, folgt das rote Band dem Nagelbett, bis es die distale Spitze der Nagelplatte erreicht und sich schließlich vom Nagelbett löst.
Bei Menschen mit longitudinaler Erythronychie kann Schmerz das erste auftretende Symptom sein. Während einige Betroffene Beschwerden im distalen Bereich des betroffenen Fingers oder Zehs verspüren, zeigen die meisten Menschen mit dieser Erkrankung keine Symptome.

## Ursachen
Die lokalisierte longitudinale Erythronychie kann durch eine Warze, ein Onychopapillom, ein warziges Dyskeratom, vermehrte Glomuskörper und weitere gutartige vaskuläre Wucherungen, ein Glomustumor, Morbus Bowen, Lichen planus, Basalzellkarzinom, und Melanom in situ verursacht werden.  
Die polydaktyle longitudinale Erythronychie wird am häufigsten mit Morbus Darier  und Lichen planus in Verbindung gebracht, kann aber gelegentlich auch mit akantholytischer Epidermolysis bullosa, keiner bekannten Assoziation, Graft-versus-Host-Reaktion, Hemiplegie, und systemischer Amyloidose in Zusammenhang stehen.

## Mechanismen
Ein lokalisierter Funktionsverlust in der distalen Matrix ist ein gemeinsames Merkmal mehrerer Erkrankungen, die mit der longitudinalen Erythronychie in Verbindung stehen. Dies kann infolge einer Matrixerkrankung, die mit einer Dermatosis assoziiert ist, oder durch sekundären Druck auf die Matrix auftreten.
Eine ventrale Rinne auf der Unterseite der Nagelplatte sowie ein Streifen mit dünnerem Nagel entlang der Längsachse sind die Folgen des Funktionsverlusts der Matrix.

## Diagnose
Die Bewertungsstrategie sollte die Diagnose der zugrunde liegenden Erkrankung berücksichtigen, möglicherweise eine angemessene Behandlung der longitudinalen Erythronychie ermöglichen und das Risiko von prozedurbedingten Komplikationen verringern.  
Die klinische Anamnese kann hilfreich sein, um Symptome zu erklären, die auf einen Glomustumor hinweisen könnten. Eine Untersuchung des betroffenen Nagels mit einem Dermatoskop oder einer Magnetresonanztomographie (MRT) kann von Vorteil sein.

### Klassifizierung
Es gibt zwei Kategorien der longitudinalen Erythronychie, basierend darauf, ob ein oder mehrere Nägel betroffen sind. Polydaktyle longitudinale Erythronychie (PLE) bezeichnet die Form, bei der mehrere Nägel betroffen sind, während lokalisierte longitudinale Erythronychie (LLE) eine Erythronychie beschreibt, die auf einen einzelnen Nagel begrenzt ist.

## Behandlung
Die zugrunde liegende Ätiologie bestimmt die Behandlung der longitudinalen Erythronychie. Die Lösung des zugrunde liegenden Problems kann durch eine Biopsie unterstützt werden, um die mit dem linearen roten Band assoziierte Erkrankung zu bestimmen – insbesondere, wenn nur ein Finger betroffen ist und die Ursache eine gutartige Veränderung wie ein Onychopapillom ist.  
Ebenso kann die vollständige Entfernung eines subungualen Glomustumors tumorbedingte Symptome lindern und gleichzeitig die Ätiologie der damit verbundenen longitudinalen Erythronychie identifizieren.